# Nâu đen
 #704214 
Màu nâu đen là chất màu nâu sẫm lấy từ túi mực của con mực, và nó còn được gọi là màu mực hay màu nâu xám sẫm hoặc mực xêpia (sepia).
Màu nâu đen này trong quá khứ được sử dụng như mực viết. Trong những năm cuối thế kỷ 18, giáo sư Jacob Seydelmann từ Dresden đã phát triển một quy trình để chiết và sản xuất dạng đặc hơn để sử dụng trong chế tạo màu nước và sơn dầu.
Màu nâu đen cũng là màu ưa thích trong công nghệ nhiếp ảnh; màu này có thể thu được với quy trình rửa ảnh để tạo ra sắc nâu vàng. Ánh đỏ mà chúng ta cho là liên quan đến màu nâu đen thực tế là kết quả của sự mờ dần đi theo thời gian. Do đó, màu nâu đen là một thuật ngữ được định nghĩa rất mơ hồ.
Xem thêm Sắc nâu đen trong nhiếp ảnh.

## Tọa độ màu
```
Số Hex
 =  #704214

RGB
   (r, g, b)      = (112, 66, 20)

CMYK
  (c, m, y, k)   = (0, 41, 82, 56)

HSV
 (h, s, v) =  (30, 82, 44)
```